# Dasht-e Qala
Dasht-e Qala är ett distrikt i Afghanistan. Det ligger i provinsen Takhar, i den nordöstra delen av landet, 300 kilometer norr om huvudstaden Kabul.
Distriktet beräknades år 2022 ha cirka 37 000 invånare.